# Wildia
Wildia là một chi rêu trong họ Erpodiaceae.